# Liste der Gebietsänderungen in der Provinz Overijssel
Die Liste der Gebietsänderungen in der Provinz Overijssel enthält wichtige Änderungen der Gemeindegebiete in der niederländischen Provinz Overijssel in der Zeit vom 1. Januar 1812 bis heute. Dazu zählen unter anderem Zusammenschlüsse und Trennungen von Gemeinden, Eingliederungen von Gemeinden in eine andere, Änderungen des Gemeindenamens und größere Umgliederungen von Teilen einer Gemeinde in eine andere. Kleinere Änderungen werden nicht berücksichtigt.

## Legende
- Datum: juristisches Wirkungsdatum der Gebietsänderung
- Gemeinde vor der Änderung: Gemeinde vor der Gebietsänderung
- Maßnahme: Art der Änderung
- Gemeinde nach der Änderung: Gemeinde nach der Gebietsänderung

Die Sortierung erfolgt chronologisch nach dem Datum und nach der aufnehmenden oder neu gebildeten Gemeinde. Heute noch bestehende Gemeinden sind farbig unterlegt. Die Gemeinde, die in die Provinz Overijssel wechselte, ist grün, diejenigen, die sie verließen, sind rot unterlegt.

## Geschichte

### Französische Zeit
In der französischen Zeit gehörten die Gemeinden zum Département Bouches-de-l’Yssel.

### Anzahl der Provinzen
Im Grundgesetz vom März 1814 wurde die (erneute) Bildung von 9 Provinzen mit Wirkung vom 1. Mai 1814 bekannt gegeben. Im Grundgesetz vom August 1815 wurde nach dem Hinzukommen des Gebiets, das später zum selbständigen Staat Belgien wurde, insgesamt 19 Provinzen benannt. Von diesen gehörten 10 zum Gebiet der heutigen Niederlande. Die Provinz Limburg wurde am 9. Oktober 1815 gebildet.
Offiziell wurde die Provinz Holland im Jahr 1840 in die neuen Provinzen Noord-Holland und Zuid-Holland aufgeteilt. In beiden Gebieten gab es allerdings bereits seit 1814 eine voneinander unabhängige selbständige Verwaltung. Von 1840 an gab es in den Niederlanden somit 11 Provinzen, bis im Jahr 1986 Flevoland hinzukam und zur bis heute gültigen Anzahl von 12 Provinzen führte.

### Name der Provinz
Der Name wurde anfangs auch inoffiziell Overijsel geschrieben.

## Gebietsänderungen
| Datum      | Gemeinde vor der Änderung                        | Maßnahme        | Gemeinde nach der Änderung         |
| ---------- | ------------------------------------------------ | --------------- | ---------------------------------- |
| 01.07.1818 | Almelo, Ambt Almelo                              | Neubildung      | Ambt Almelo                        |
| 01.07.1818 | Delden, Ambt Delden                              | Neubildung      | Ambt Delden                        |
| 01.07.1818 | Hardenberg, Ambt Hardenberg                      | Neubildung      | Ambt Hardenberg                    |
| 01.07.1818 | Ommen, Ambt Ommen                                | Neubildung      | Ambt Ommen                         |
| 01.07.1818 | Vollenhove, Ambt Vollenhove                      | Neubildung      | Ambt Vollenhove                    |
| 01.07.1818 | Ommen, Avereest                                  | Neubildung      | Avereest                           |
| 01.07.1818 | Kuinre, Blankenham                               | Neubildung      | Blankenham                         |
| 01.07.1818 | Ootmarsum, Denekamp                              | Neubildung      | Denekamp                           |
| 01.07.1818 | Goor, Markelo                                    | Neubildung      | Markelo                            |
| 01.07.1818 | Dalfsen, Nieuwleusen                             | Neubildung      | Nieuwleusen                        |
| 01.07.1818 | Almelo, Stad Almelo                              | Neubildung      | Stad Almelo                        |
| 01.07.1818 | Delden, Stad Delden                              | Neubildung      | Stad Delden                        |
| 01.07.1818 | Hardenberg, Stad Hardenberg                      | Neubildung      | Stad Hardenberg                    |
| 01.07.1818 | Ommen, Stad Ommen                                | Neubildung      | Stad Ommen                         |
| 01.07.1818 | Vollenhove, Stad Vollenhove                      | Neubildung      | Stad Vollenhove                    |
| 10.07.1859 | Schokland                                        | Eingliederung   | Kampen                             |
| 01.01.1914 | Ambt Almelo Stad Almelo                          | Zusammenschluss | Almelo                             |
| 01.05.1923 | Ambt Ommen Stad Ommen                            | Zusammenschluss | Ommen                              |
| 01.05.1934 | Lonneker                                         | Eingliederung   | Enschede                           |
| 01.01.1937 | Grafhorst Kamperveen Wilsum Zalk en Veecaten     | Zusammenschluss | IJsselmuiden                       |
| 01.05.1941 | Ambt Hardenberg Stad Hardenberg                  | Zusammenschluss | Hardenberg                         |
| 01.02.1942 | Ambt Vollenhove Stad Vollenhove                  | Zusammenschluss | Vollenhove                         |
| 01.04.1950 | Urk, Provinz Noord-Holland                       | Umgliederung    | Urk                                |
| 01.07.1962 | Noordoostelijke Polder, öffentliche Körperschaft | Neubildung      | Noordoostpolder                    |
| 01.08.1967 | Zwollerkerspel                                   | Eingliederung   | Zwolle                             |
| 01.01.1973 | Blockzijl Giethoorn Vollenhove Wanneperveen      | Zusammenschluss | Brederwiede                        |
| 01.01.1973 | Steenwijkerwold                                  | Eingliederung   | Steenwijk                          |
| 01.01.1973 | Blankenham Kuinre Oldemarkt                      | Zusammenschluss | IJsselham                          |
| 01.01.1986 | Noordoostpolder                                  | Umgliederung    | Noordoostpolder, Provinz Flevoland |
| 01.01.1986 | Urk                                              | Umgliederung    | Urk, Provinz Flevoland             |
| 01.01.1999 | Diepenveen                                       | Eingliederung   | Deventer                           |
| 01.01.2001 | Nieuwleusen                                      | Eingliederung   | Dalfsen                            |
| 01.01.2001 | Ootmarsum Weerselo                               | Eingliederung   | Denekamp                           |
| 01.01.2001 | Avereest Gramsbergen                             | Eingliederung   | Hardenberg                         |
| 01.01.2001 | Ambt Delden Diepenheim Goor Markelo Stad Delden  | Zusammenschluss | Hof van Twente                     |
| 01.01.2001 | IJsselmuiden                                     | Eingliederung   | Kampen                             |
| 01.01.2001 | Wijhe                                            | Eingliederung   | Olst                               |
| 01.01.2001 | Heino                                            | Eingliederung   | Raalte                             |
| 01.01.2001 | Holten                                           | Eingliederung   | Rijssen                            |
| 01.01.2001 | Brederwiede IJsselham                            | Eingliederung   | Steenwijk                          |
| 01.01.2001 | Den Ham                                          | Eingliederung   | Vriezenveen                        |
| 01.01.2001 | Genemuiden Hasselt Zwartsluis                    | Zusammenschluss | Zwartewaterland                    |
| 01.01.2002 | Denekamp                                         | Namensänderung  | Dinkelland                         |
| 26.03.2002 | Olst                                             | Namensänderung  | Olst-Wijhe                         |
| 01.06.2002 | Vriezenveen                                      | Namensänderung  | Twenterand                         |
| 01.01.2003 | Steenwijk                                        | Namensänderung  | Steenwijkerland                    |
| 15.03.2003 | Rijssen                                          | Namensänderung  | Rijssen-Holten                     |
| 01.01.2005 | Bathmen                                          | Eingliederung   | Deventer                           |

## Anzahl der Gemeinden
Die Angabe zum 4. Oktober 1830 bezieht sich auf die Trennung Belgiens von den Niederlanden. Die weiteren Zahlen beziehen sich auf die Situation nach den Reformen zum angegebenen Zeitpunkt.
| Datum      | Gemeinden |
| ---------- | --------- |
| 04.10.1830 | 61        |
| 10.07.1859 | 60        |
| 01.01.1914 | 59        |
| 01.05.1923 | 58        |
| 01.05.1934 | 57        |
| 01.01.1937 | 54        |
| 01.05.1941 | 53        |
| 01.02.1942 | 52        |
| 01.04.1950 | 53        |
| 01.07.1962 | 54        |

| Jahr       | Gemeinden |
| ---------- | --------- |
| 01.08.1967 | 53        |
| 01.01.1973 | 47        |
| 01.01.1986 | 45        |
| 01.01.1999 | 44        |
| 01.01.2001 | 26        |
| 01.01.2005 | 25        |